# E. M. Forster

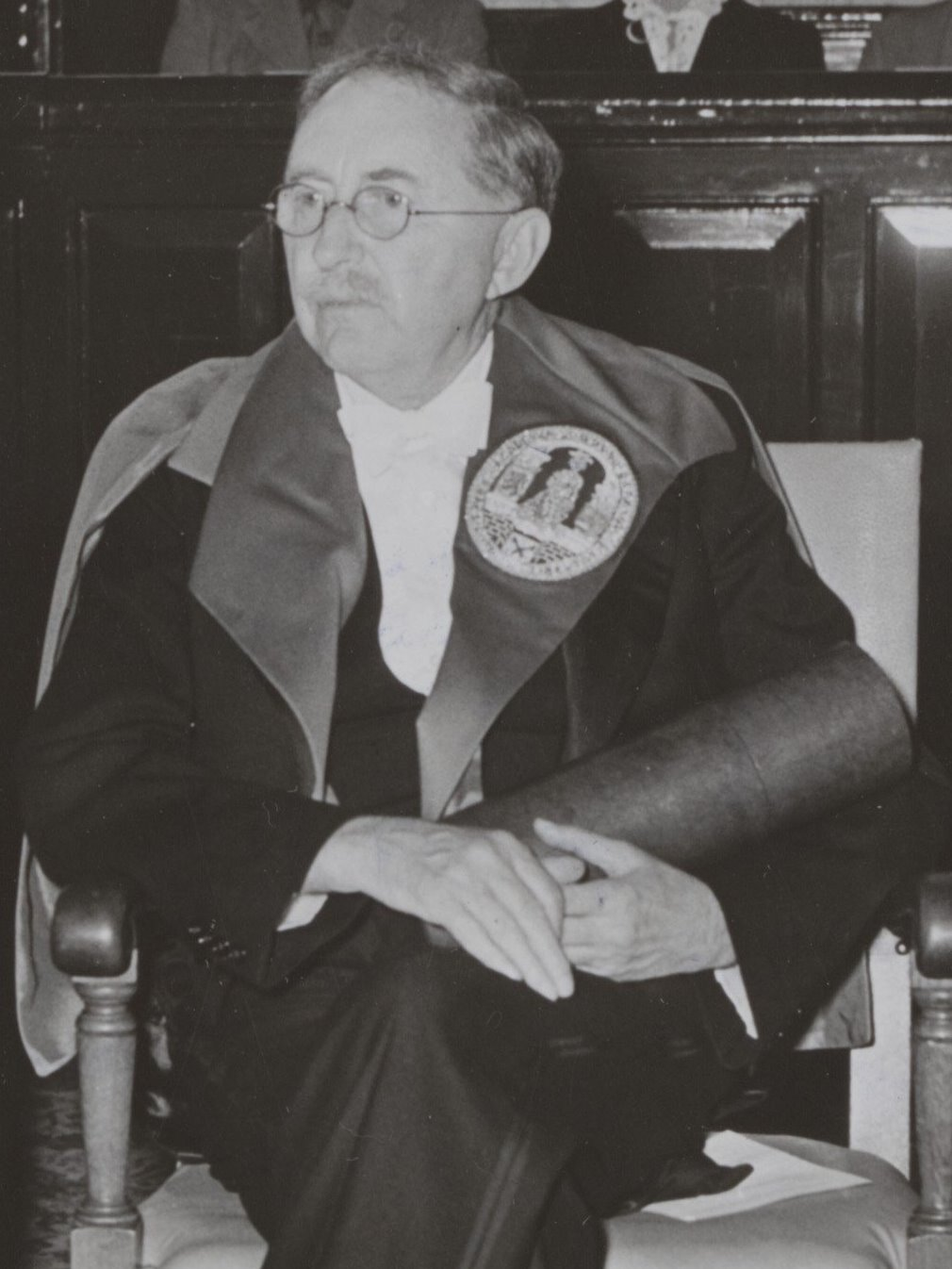
Doktor honoris causa in Leiden (1954)

Edward Morgan Forster OM, CH (* 1. Januar 1879 in Marylebone, London; † 7. Juni 1970 in Coventry) war ein britischer Autor und zeitweise Mitglied der Bloomsbury Group. Bekannt wurde er vor allem durch seine Gesellschaftsromane wie Wiedersehen in Howards End, Zimmer mit Aussicht und Auf der Suche nach Indien, die sich mit Klassenunterschieden und Gesellschaftsregeln, zugleich der Suche nach Selbstbestimmung und wertvollen menschlichen Beziehungen auseinandersetzten. Daneben schrieb er Erzählungen, Essays, Literaturkritiken und Libretti.
Auch mit Fragen der Erzähltheorie, etwa den literarischen Figuren, er nennt sie englisch people, beschäftigte er sich, so in seinem Text aus dem Jahre 1927  „Aspects of the Novel“.

## Leben

### Erste Lebenshälfte

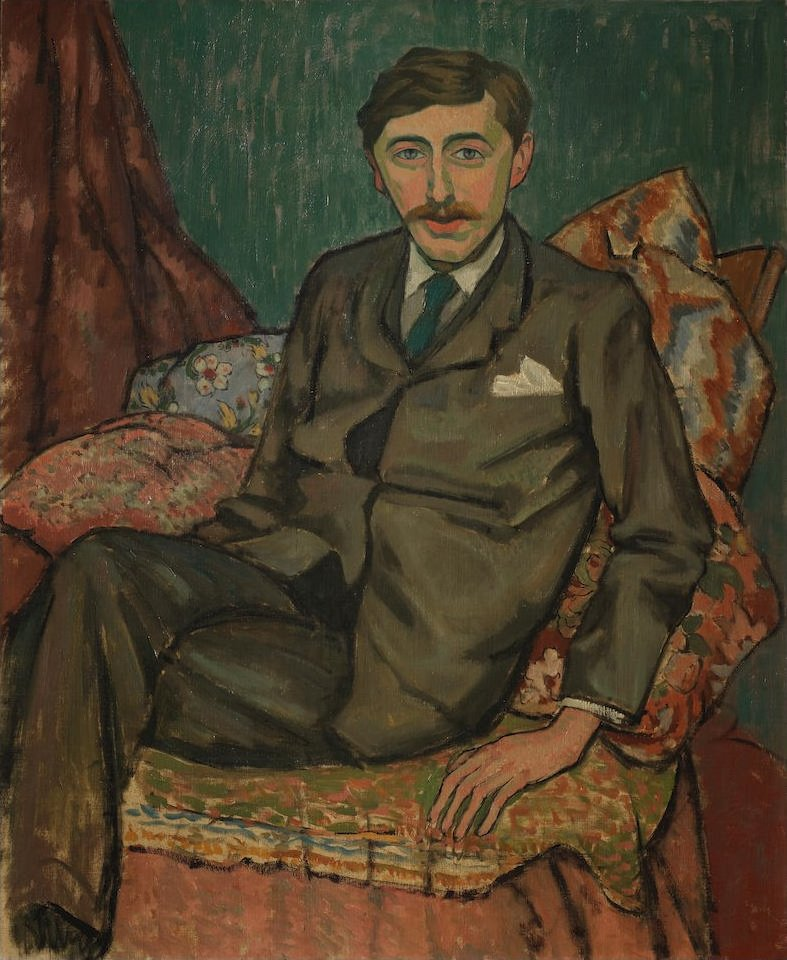
Roger Fry: E. M. Forster, 1911

Edward Morgan Forster war der einzige Sohn des Architekten Edward Morgan Llewellyn Forster, der anderthalb Jahre nach Forsters Geburt an Tuberkulose verstarb. Forsters Kindheit und ein großer Teil seines Lebens als Erwachsener wurden von seiner Mutter, Anne Clara Whichelo Forster (1855–1945), und seinen Tanten dominiert. Unter ihnen war seine einflussreiche Großtante und Gönnerin Marianne Thornton, die ihm 1887 die Summe von £ 8.000 als Vermächtnis in Trust vererbte. Er besuchte zuerst die Tonbridge School, wo er stark unter der Grausamkeit seiner Klassenkameraden litt.
Von 1897 bis 1901 studierte Forster am King’s College der University of Cambridge. Dort trat er der elitären Geheimgesellschaft Cambridge Apostles bei, von deren Mitgliedern sich später unter anderem Roger Fry, John Maynard Keynes, Lytton Strachey und Leonard Woolf zur Bloomsbury Group zusammenschlossen, deren Mitglied Forster in den 1920er und 1930er Jahren war.
Nach seiner Graduierung reiste er mit seiner Mutter nach Italien und Griechenland und fing nach seiner Rückkehr an, Essays und Kurzgeschichten für die liberale „Independent Review“ zu verfassen. 1905 verbrachte Forster mehrere Monate auf dem in Pommern, im heutigen Polen, gelegenen Gut Nassenheide als Hauslehrer der vier Kinder der Gräfin Elizabeth von Arnim-Schlagenthin.
Sein erster Roman, Where Angels Fear to Tread, erschien 1905. Im folgenden Jahr hielt er Vorlesungen über italienische Kunst und Geschichte am Cambridge Local Lectures Board. The Longest Journey erschien 1907, gefolgt von A Room with a View (1908), das teilweise auf Forsters Erinnerungen und Erfahrungen aus seinen ausgedehnten Italienreisen beruht. Während der Vorkriegsjahre schrieb Forster auch mehrere Kurzgeschichten, die in The Celestial Omnibus (1911) veröffentlicht wurden.
Nach Howards End (1910), das die Themen Geld, Geschäft und Kultur behandelte, begann Forster mit einem neuen Roman, der ein damaliges Tabuthema behandelte: Homosexualität. Maurice entstand in den Jahren 1913/1914, wurde von Forster mehrmals revidiert und erst 1971 postum veröffentlicht.
Forster reiste 1912/1913 nach Indien und arbeitete anschließend bis 1915 für die National Gallery in London. Er trat nach Beginn des Ersten Weltkriegs dem Britischen Roten Kreuz bei und diente in Ägypten (Alexandria).
Forster kehrte 1921 nach Indien zurück, wo er als Privatsekretär für den Maharadscha von Dewas Senior arbeitete. In Indien spielt auch sein letzter Roman und sein Meisterwerk A Passage to India (1924), ein Porträt des Landes unter britischer Herrschaft.

### NachA Passage to India

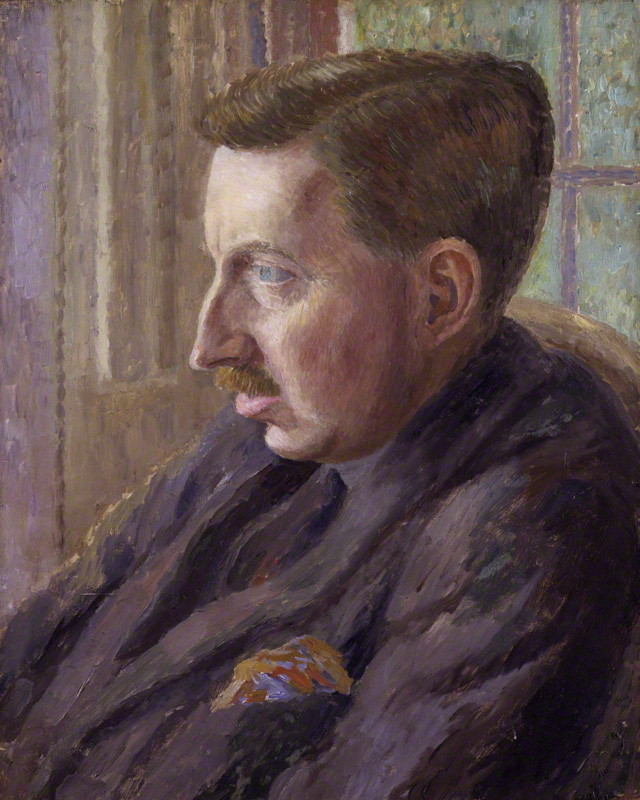
Dora Carrington: Porträt E. M. Forster, 1924/25

Forster vollendete keinen weiteren Roman mehr nach A Passage to India – das Fragment Arctic Summer, in dem er an Motive seines Frühwerks anschließt, erschien erst postum. Forster selbst gab verschiedene Gründe für sein Verstummen als Romancier an – er habe keinen originellen Stoff mehr gefunden und seine Themen seien immer mehr aus der Zeit gefallen. Kritiker mutmaßen, Forsters Verschwiegenheit über seine Homosexualität habe ihn davon abgehalten, Erfahrungen und Themen, die ihm wirklich am Herzen lagen, zu Papier zu bringen.
Später schrieb Forster noch zwei Biographien: Goldsworthy Lowes Dickenson (1934) und Marianne Thornton, 1797–1887. A Domestic Biography (1956) über seine Großtante Marianne Thornton. Die Essaysammlungen Abinger Harvest und Two Cheers for Democracy erschienen 1936 und 1951, The Hill of Devi, ein kommentierter Bericht über seine Beobachtungen in Indien in den Jahren 1912–1913 sowie 1921, 1953. Erst postum erschien eine Sammlung von Kurzgeschichten mit vorwiegend homosexueller Thematik, The Life to Come (1972).
Forster schrieb Kritiken und Essays für zahlreiche Magazine, z. B. für den Listener, und war aktives PEN-Mitglied. 1934 wurde er der erste Präsident des National Council for Civil Liberties, 1945 Ehrenmitglied von King’s College. Er lebte bis zu seinem Tod auf dem Campus des College in London.
Als überzeugter Demokrat lehnte Forster 1949 die Erhebung in den Ritterstand ab. Im selben Jahr wurde er als auswärtiges Ehrenmitglied in die American Academy of Arts and Letters aufgenommen. 1953 wurde er zum Companion of Honour ernannt; 1958 wurde er in die American Academy of Arts and Sciences gewählt. 1969 akzeptierte er den britischen Verdienstorden.
Forster war homosexuell – offen gegenüber engen Freunden, doch nicht gegenüber der Öffentlichkeit – und blieb unverheiratet. Es verband ihn eine lebenslange Beziehung mit Bob Buckingham (1904–1975), einem verheirateten Polizisten.
Auch im deutschsprachigen Raum wurde sein Zitat bekannt: „Wie kann ich wissen, was ich denke, bevor ich höre, was ich sage?“

## Werke (Auswahl)

### Romane
- Where Angels Fear to Tread (Roman, 1905; dt. Engel und Narren, 1948)
- The Longest Journey (Roman, 1907; bislang ohne dt. Übersetzung)
- A Room with a View (Roman, 1908; dt. Zimmer mit Aussicht, 1986)
- Howards End (Roman, 1910; dt. Wiedersehen in Howards End, 1949)
- A Passage to India (Roman, 1924; dt. Indien, 1932; Auf der Suche nach Indien, 1980)
- Maurice (Roman, hrsg. 1971; dt. 1988)

### Weitere Werke (Auswahl)
- The Machine Stops (Erzählung, 1909; dt. Die Maschine steht still, 2016)
- The Celestial Omnibus (Sammlung von Kurzgeschichten, 1911)
- Aspects of the Novel (Studie, 1927; dt. Ansichten des Romans, 1949)
- The Eternal Moment (Sammlung von Kurzgeschichten, 1928)
- Goldsworthy Lowes Dickenson (Biografie, 1934)
- Abinger Harvest (Sammlung von Essays, 1936)
- Collected Short Stories (Sammlung von Kurzgeschichten, kombiniert aus Celestial Omnibus und Eternal Moment, 1947)
- Two Cheers for Democracy (Sammlung von Essays, 1951)
- Marianne Thornton, 1797–1887. A Domestic Biography (Biografie, 1956)
- The Life to Come and other stories (Sammlung von Kurzgeschichten, hrsg. 1972)
- Arctic Summer (Romanfragment, hrsg. 1980)

## Verfilmungen
- 1984 – Reise nach Indien (A Passage to India), Regie: David Lean.
- 1986 – Zimmer mit Aussicht (A Room with a View), Regie: James Ivory
- 1987 – Maurice, Regie: James Ivory
- 1991 – Engel und Narren (Where Angels Fear to Tread), Regie: Charles Sturridge
- 1991 – Wiedersehen in Howards End (Howard's End), Regie: James Ivory